# Teuzzone
Teuzzone és una òpera composta per Antonio Vivaldi el 1719, amb llibret d'Apostolo Zeno de 1706, que es va representar per primer cop al Teatro Arciducale de Màntua. És la dotzena òpera del compositor.
Teuzzone és l'òpera més exòtica del compositor i una de les més desconegudes, malgrat les fascinants àries que la integren. L'acció té lloc a la capital de l'Imperi Xinès, en una època imprecisa. El príncep Teuzzone és l'hereu legítim del difunt emperador. Però Zidiana, la vídua d'aquest, intriga amb el governador Cino i el general Sivenio per prendre-li el poder. La rivalitat entre els personatges és el que acabarà desmuntant la trama i, per tant, portant el príncep al poder.